# Reinholds Bērziņš
Reinholds Bērziņš (ros. Ре́йнгольд Ио́сифович Бе́рзин, Reingold Iosifowicz Berzin; ur. 4 lipca?/16 lipca 1888, zm. 11 marca 1938 w Kommunarce) – radziecki działacz komunistyczny pochodzenia łotewskiego, dowódca wojskowy.

## Życiorys
Urodził się w guberni inflanckiej w rodzinie chłopsko-robotniczej. W 1905 roku przystąpił do SDPRR. Podczas wojny rosyjsko-niemieckiej oficer armii, po rewolucji lutowej przewodniczący RewKomu 40 Korpusu i członek KW Rady Delegatów Żołnierskich (RDŻ), ponadto delegat na II Wszechrosyjski Zjazd RDRiŻ. Jesienią 1917 roku objął dowództwo nad wojskami sowieckiej Białorusi, od końca grudnia 1917 roku stał na czele Mińskiego Oddziału Rewolucyjnego (walczył m.in. z I Korpusem Polskim). W 1918 roku przejął dowództwo 2 Armii, walczącej z niepodległą Ukrainą hetmana Skoropadskiego. W lutym 1918 roku został dowódcą Frontu Zachodniego, cztery miesiące później stanął na czele Frontu Północnouralskiego. Od grudnia 1918 roku inspektor Armii Radzieckiej Łotwy.
Po zakończeniu wojny domowej członek RWR Frontu Turkiestanu (1923–1924) oraz Zachodniego Okręgu Wojskowego (1924–1927). Po dojściu Stalina do władzy pracował w pionie gospodarczym na podrzędniejszych stanowiskach. Zabity na fali czystek stalinowskich, zrehabilitowany po odwilży 1956 roku.